# Terocefale

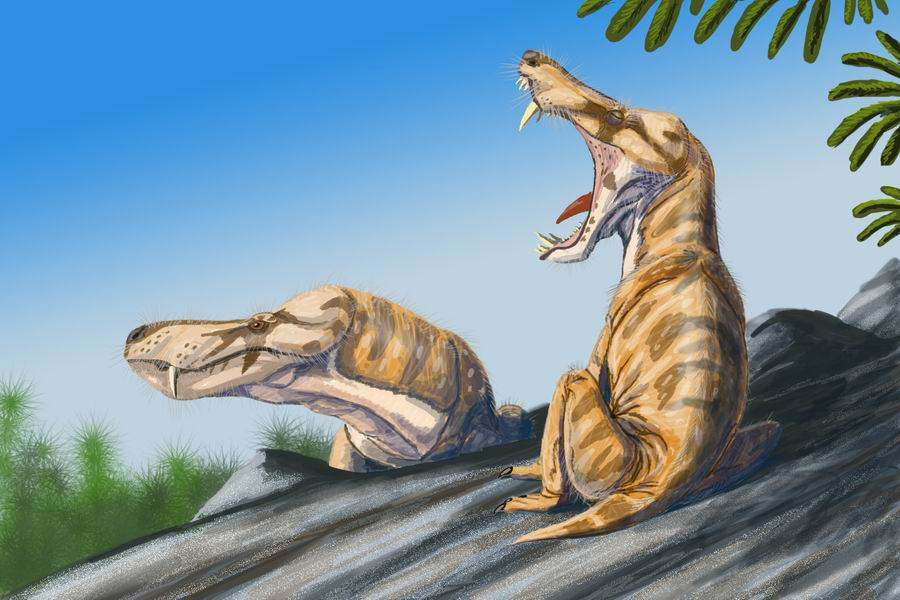
Pristerognathus

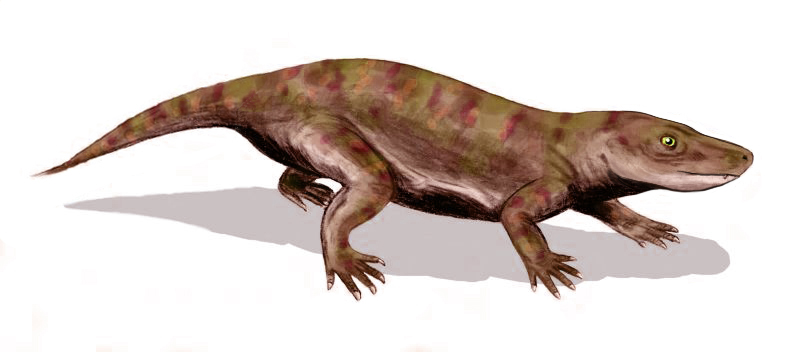
Bauria

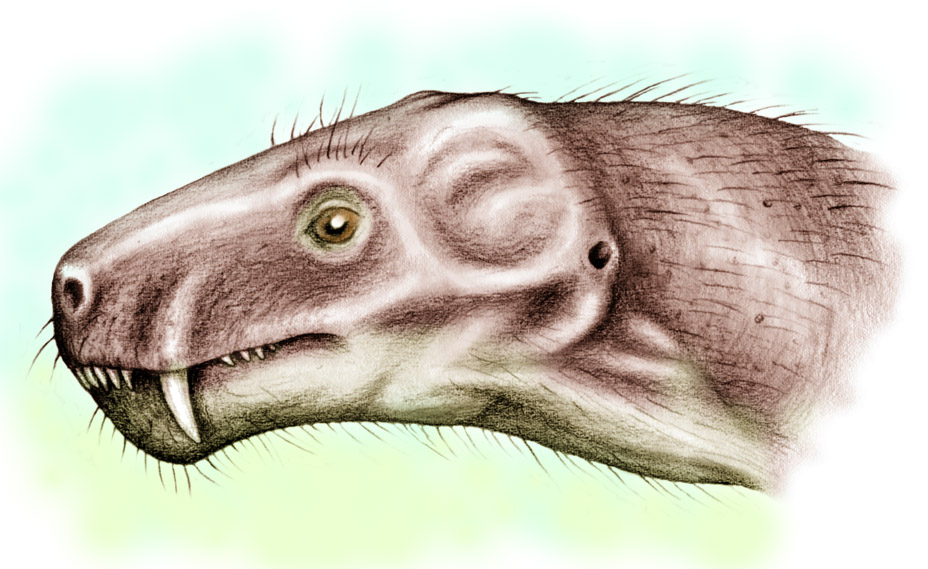
Aloposaurus (głowa)

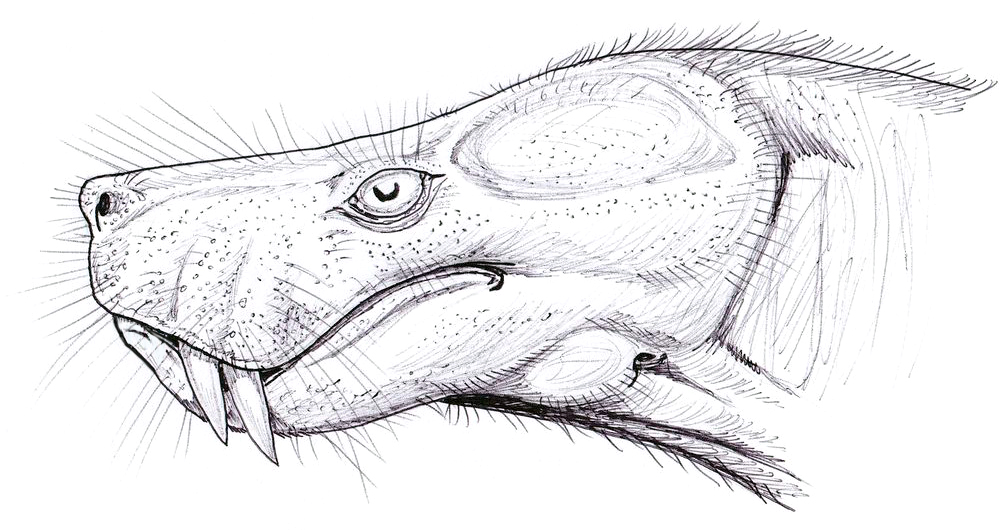
Lycosuchus (głowa)

Terocefale (Therocephalia, łac. „głowy bestii (ssaka)”) – wymarła linia terapsydów z grupy teriodontów. Jej rozwój przypada na środkowy i późny perm, a także trias. Nazwa wywodzi się od dużych czaszek jej przedstawicieli. Podobnie jak budowa zębów sugeruje to, że Terocefale były dobrze przystosowanymi mięsożercami.
Jak i inne synapsydy niebędące ssakami, Therocephalia często opisuje się terminem „gady ssakokształtne”. Kladystyka nie uznaje ich jednak za gady. W rzeczywistości ich najbliższymi krewnymi są cynodonty, które dały początek ssakom. Pokrewieństwo to potwierdza wiele anatomicznych podobieństw, jak włosy i wibrysy. Pozostaje jednak jeszcze wiele niejasnych kwestii dotyczących filogenezy, anatomii i fizjologii tej grupy.
Skamieniałości tych zwierząt były licznie znajdowane w basenie Karoo w Południowej Afryce, choć znajdowano je także w Rosji, Chinach i Antarktyce. Wczesne ich szczątki odnajdywano w środkowopermskich pokładach w RPA, co wskazuje na gonwańskie pochodzenie grupy, która prawdopodobnie szybko rozpowszechniła się na świecie. Choć większość linii tych stworzeń zakończyła podczas wymierania na przełomie triasu i permu, kilku reprezentantów podgrupy zwanej Eutherocephalia przetrwało do triasu, a nawet powtórnie zaczęło się różnicować. Ostatni ich potomkowie wymarli we wczesnym środkowym triasie prawdopodobnie na skutek zmian klimatu i konkurencji z cynodontami i różnymi grupami gadów.

## Ewolucja
Therocephalia wyewoluowały z wczesnej linii „przedssaczych” terapsydów zwanych teriodontami. Są siostrzaną grupą cynodontów obejmującą ssaki i ich przodków. Sięgają tych samych czasów, co trzecie odgałęzienie teriodontów: drapieżne gorgonopsy, które przypominają w wielu prymitywnych cechach. Therocephalia przetrwały jednak tamtą grupę, dożywając aż do środkowego triasu.
O ile wspólny przodek z cynodontami (a więc i ssakami) przekazał im wiele łączących je cech, niektórzy naukowcy są zdania, że część z nich powstała w wyniku konwergencji. Za przykład podają brak krawędzi zaoczodołowej u niektórych gatunków, budowę paliczków i niektóre rodzaje podniebienia wtórnego u większości przedstawicieli.

## Anatomia i fizjologia
Wszystkie 3 grupy teriodontów były prawdopodobnie mięsożercami. Wczesne Therocephalia pod wieloma względami były tak prymitywne, jak gorgonopsy, posiadały jednak pewne zaawansowane cechy, jak:
- powiększone otwory skroniowe dla szerszego przyczepu mięśnia przywodzącego szczęki
- redukcja paliczków w kierunku rozwiązania spotykanego u ssaków
- rozpoczęcie rozwoju podniebienia wtórnego

Odkrycie krawędzi szczękowo−małżowinowej u niektórych przedstawicieli, jak u prymitywnego rodzaju Glanosuchus, sugeruje, że niektóre Therocephalia mogły być ciepłokrwiste.

## Taksonomia i filogeneza
Niektóre początkowo stworzone klasy Therocephalia uznano za sztuczne. Np. Scaloposauridae sklasyfikowane na podstawie skamielin głównie o cechach młodych osobników prawdopodobnie były po prostu niedojrzałymi jeszcze zwierzętami z innych rodzin.
Z drugiej strony różniące się od innych Lycosuchidae identyfikowane dzięki obecności potrójnego zęba o kształcie kła uznano za reprezentantów nienaturalnej grupy w oparciu o badania zastępowania kłów u tej grupy.
Późniejsi członkowie tej grupy, jak Baurioidea o większym stopniu zaawansowania, posiadając cechy teriodontów uległy wysokiej specjalizacji. Dla przykładu niewielkie zwierzęta z wymienionego powyżej kladu i roślinożerna Bauria nie posiadały skostniałych krawędzi zaoczodołowych oddzielających oczodoły od otworu skroniowego. Było to typowe dla prymitywnych ssaków. Ta i inne zaawansowane cechy przyczyniły się do powstania długo rozpowszechnionej, a obecnie zarzuconej opinii, że Trithelodontidae, a nawet pewne wczesne ssaki powstały z linii Baurioidea. Wydaje się, że cechy ssaków, jak ta, wyewoluowały równolegle w różnych grupach terapsydów, także w grupie Therocephalia.
Rząd terapsydy
- Podrząd Therocephalia
  - Rodzina Lycosuchidae
  - Scylacosauria van den Heever, 1994
    - Rodzina Scylacosauridae
    - Infrarząd Eutherocephalia Hopson & Barghusen, 1986
      - Rodzina Akidnognathidae (=Annatherapsididae, Euchambersiidae, Moschorhinidae)
      - Rodzina Hofmeyriidae
      - Rodzina Whaitsiidae
      - Nadrodzina Baurioidea
        - Rodzina Ictidosuchidae
        - Rodzina Ictidosuchopsidae
        - Rodzina Regisauridae
        - Family Lycideopsidae
        - Rodzina Ericiolacertidae
          - Ericiolacerta

        - Rodzina Bauriidae
          - Podrodzina Nothogomphodontinae
          - Podrodzina Bauriinae

## W kulturze
Zwierzęta te pojawiły się w serialu Walking with Monsters (odcinek 3.) wyprodukowanym przez BBC. Jeden z nich nocą atakuje lystrozaura, wstrzykując mu jad z gruczołu policzkowego. Chociaż występowania jadu nie potwierdziły badania naukowe, brak zębów za kłami, zagłębienie w kości szczękowej (maxilla) i żłobkowane kły sugerują, że aparat jadowy mógł być jednak obecny u niektórych rodzajów (np. Euchambersia).